# Hell Bent for Leather
Albums de Judas Priest
Stained Class
(1978) Unleashed in the East
(1979)
Singles
1. Before the Dawn
Sortie : 27 octobre 1978
2. Take On the World
Sortie : 20 janvier 1979
3. Evening Star
Sortie : 12 mai 1979
4. Rock Forever
Sortie : 1979

Killing Machine (Hell Bent for Leather aux États-Unis et au Canada) est le 5e album du groupe de heavy metal anglais Judas Priest. Il a été produit par James Guthrie et le groupe.

## Historique
Il sort d'abord au Royaume-Uni sous le titre Killing Machine en novembre 1978 mais est renommé pour le marché nord-américain à la demande de CBS qui n'aime pas les connotations criminelles du titre original ; il devient donc Hell Bent for Leather en mars 1979. L'éditeur inclut un nouveau titre pour l'occasion : la reprise d'une chanson de Fleetwood Mac, The Green Manalishi (With the Two-Pronged Crown), qui n’est pas présente sur la version anglaise.
Cet album fut enregistré à Londres dans les Basing Street Studios, CBS Studios et Utopia Studios où il fut aussi mixé. Il est le dernier album studio avec le batteur Les Binks, ce-dernier honorera encore la tournée de promotion de cet album (et figurera sur l'album en public Unleashed in the East) avant de quitter le groupe.
Deux singles, Take On the World (# 14) et Evening Star (# 53) se classeront dans les charts britanniques alors que l'album y atteindra la 32e place. Aux États-Unis, l'album se classa à la 128e place du Billboard 200.
L'album est réédité en 2001 avec deux titres supplémentaires.

## Liste des titres

### Version européenne
Face 1
| No | Titre                 | Auteur                                   | Durée |
| -- | --------------------- | ---------------------------------------- | ----- |
| 1. | Delivering the Goods  | Rob Halford, K. K. Downing, Glenn Tipton | 4:15  |
| 2. | Rock Forever          | Halford, Downing, Tipton                 | 3:18  |
| 3. | Evening Star          | Halford, Tipton                          | 3:55  |
| 4. | Hell Bent for Leather | Tipton                                   | 2:38  |
| 5. | Take On the World     | Halford, Tipton                          | 2:59  |

Face 2
| No  | Titre           | Auteur                   | Durée |
| --- | --------------- | ------------------------ | ----- |
| 6.  | Burnin' Up      | Downing, Tipton          | 3:55  |
| 7.  | Killing Machine | Tipton                   | 3:00  |
| 8.  | Running Wild    | Tipton                   | 2:51  |
| 9.  | Before the Dawn | Halford, Downing, Tipton | 3:20  |
| 10. | Evil Fantasies  | Halford, Downing, Tipton | 4:09  |

Titres bonus réédition 2001
| No  | Titre                                                                    | Auteur                   | Durée |
| --- | ------------------------------------------------------------------------ | ------------------------ | ----- |
| 11. | Fight for your Life (titre inédit)                                       | Halford, Downing, Tipton | 4:06  |
| 12. | Riding On the Wind (enregistré en public à l'US Festival le 29 mai 1983) | Halford, Downing, Tipton | 3:16  |

### Version nord-américaine: Hell Bent for Leather
Face 1
| No | Titre                 | Auteur                   | Durée |
| -- | --------------------- | ------------------------ | ----- |
| 1. | Delivering the Goods  | Halford, Downing, Tipton | 4:15  |
| 2. | Rock Forever          | Halford, Downing, Tipton | 3:18  |
| 3. | Evening Star          | Halford, Tipton          | 3:55  |
| 4. | Hell Bent for Leather | Tipton                   | 2:38  |
| 5. | Take On the World     | Halford, Tipton          | 2:59  |

Face 2
| No  | Titre                                                                      | Auteur                   | Durée |
| --- | -------------------------------------------------------------------------- | ------------------------ | ----- |
| 6.  | Burnin' Up                                                                 | Downing, Tipton          | 3:55  |
| 7.  | The Green Manalishi (With The Two-Pronged Crown)(reprise de Fleetwood Mac) | Peter Green              | 3:23  |
| 8.  | Killing Machine                                                            | Tipton                   | 3:00  |
| 9.  | Running Wild                                                               | Tipton                   | 2:51  |
| 10. | Before the Dawn                                                            | Halford, Downing, Tipton | 3:20  |
| 11. | Evil Fantasies                                                             | Halford, Downing, Tipton | 4:09  |

Titres bonus réédition 2001
| No  | Titre               | Auteur                   | Durée |
| --- | ------------------- | ------------------------ | ----- |
| 12. | Fight for your Life | Halford, Downing, Tipton | 4:06  |
| 13. | Riding On the Wind  | Halford, Downing, Tipton | 3:16  |

## Musiciens
- Rob Halford : chant
- K. K. Downing : guitare rythmique et lead
- Glenn Tipton : guitare rythmique et lead, claviers sur Before the Dawn
- Ian Hill : basse
- Les Binks : batterie, percussions

## Charts et certification
| Pays        | Durée du classement | Meilleur classement |
| ----------- | ------------------- | ------------------- |
| États-Unis  | 7 semaines          | 128e                |
| Royaume-Uni | 9 semaines          | 32e                 |

| Pays       | Certification | Ventes    | Date       |
| ---------- | ------------- | --------- | ---------- |
| États-Unis | Or            | 500 000 + | 10/11/1989 |

Charts singles
| Pays        | Chart | Titre               | Durée du classement | Classement |
| ----------- | ----- | ------------------- | ------------------- | ---------- |
| Royaume-Uni | OCC   | "Take On the World" | 10 semaines         | 14e        |
| Royaume-Uni | OCC   | "Evening Star"      | 4 semaines          | 53e        |